# Grumman Gulfstream II
Gulfstream II (G-II) je americký dvoumotorový business jet navržený a vyráběný firmou Grumman a poté postupně firmami Grumman American a Gulfstream American. Modelové označení Grumman je G-1159 a vojenské označení v rámci americké armády C-11 Gulfstream II. Letoun byl následován typem Gulfstream III. První stroj Gulfstream II vzlétl 2. října 1966.

## Varianty
Gulfstream II (G-1159)
Gulfstream II TT
Gulfstream IIB (G-1159B)
Gulfstream II SP
VC-11A

## Specifikace

### Technické údaje
- Posádka: 2
- Kapacita: 19 cestujících
- Délka: 24,36 m
- Rozpětí: 20,98 m
- Výška: 7,47 m
- Plocha křídel: 75,21 m²
- Hmotnost prázdného stroje: 16 576 kg
- Vzletová hmotnost: 29 711 kg
- Pohonné jednotky: 2× dvouproudový motor Rolls-Royce Spey 511-8 každý o tahu  51 kN (11 400 lbf)

### Výkony
- Maximální rychlost: 936 km/h
- Cestovní rychlost: 778 km/h
- Dolet: 6 635 km
- Dostup: 13 715 m